# Балокуме
Балокуме је албански колачић пореклом из Елбасана који је популаран широм Албаније и албанских заједница. Традиционално се једе на Дита е Верес, албански пагански празник који се слави 14. марта. Понекад се назива кулац ме фињ, јер може опционо да садржи фињ, мешавину пепела из пећи на дрва куваног у води.
Састоји се од путера, шећера, јаја и кукурузног брашна. Традиционално се меси у бакарној посуди, што би требало да побољша текстуру теста. Тесто се мора снажно месити, због чега су укућани често укључени у припрему балокума.

## Етимологија
Традиција каже да име потиче од отоманског владара Елбасана из XVI века који је, након што је пробао мали колач од кукурузног брашна куваног у ватри на дрва, узвикнуо: „Është ba si llokume!“ („Добар је као ратлук !“), реч балокуме која је настала сажимањем ове реченице.